# Thích Trí Quảng
Hòa thượng Thích Trí Quảng, thế danh là Ngô Văn Giáo, sinh ngày 15 tháng 1 năm 1940, là tu sĩ Phật giáo. Hiện ông là Đức đệ tứ  Pháp chủ Hội đồng chứng minh Trung ương Giáo hội Phật giáo Việt Nam. Ông từng giữ cương vị Quyền Pháp chủ Giáo hội Phật giáo Việt Nam, Đệ nhất Phó Pháp chủ kiêm chủ tịch hội đồng Giám luật thuộc Hội đồng Chứng minh.
Sáng 31 tháng 12 năm 2021, tại Hội nghị kỳ 6 - Khóa VIII (nhiệm kỳ 2017 - 2022), Hội đồng Chứng minh, Hội đồng Trị sự đã tiến hành nghi thức suy tôn Trưởng lão Hòa thượng Thích Trí Quảng lên ngôi vị Quyền Pháp chủ Giáo hội Phật giáo Việt Nam.
Ngày 29 tháng 11 năm 2022, trong phiên họp thứ Nhất của Hội đồng chứng minh khóa IX đã suy tôn trưởng lão Hòa thượng Thích Trí Quảng vào ngôi vị Pháp chủ giáo hội Phật giáo Việt Nam, nghi thức suy tôn được diễn ra ngay sau đó tại phiên bế mạc Đại hội đại biểu Phật giáo toàn quốc. Như vậy, trưởng lão Hòa thượng Thích Trí Quảng là Pháp chủ đời thứ 4 của Giáo hội Phật giáo Việt Nam - người đứng đầu và là biểu tượng của giới luật và phẩm hạnh trong giáo hội.

## Cuộc đời và đạo nghiệp

### Xuất gia học đạo
Hòa thượng Thích Trí Quảng xuất gia vào năm lên 10 tuổi, thọ giới Tỳ kheo năm 1960 với Hòa thượng Thích Trí Đức, viện chủ Tổ Đình Huê Nghiêm, Thủ Đức thuộc dòng Lâm Tế Gia Phổ đời thứ 41. Sau đó ông còn tiếp thụ với các hòa thượng Thích Thiện Hòa, Thích Thiện Hoa, Thích Thiện Hào, Thích Trí Tịnh.

### Hoạt động hoằng pháp
Từ khi trở về Việt Nam, từ năm 1973 - 1975, Hoà Thượng Thích Trí Quảng được Giáo hội Phật giáo Việt Nam Thống nhất (GHPGVNTN) bổ nhiệm làm Tổng vụ trưởng Tổng vụ Phiên dịch và Trước tác.
Năm 1981 - 2007, Hoà Thượng Thích Trí Quảng làm Trưởng ban Hoằng pháp Trung ương của GHPGVN, phụ trách đào tạo Tăng sĩ về hoằng pháp. Từ năm 1989 - nay, ông làm Tổng biên tập Báo và Nguyệt san Giác Ngộ. Năm 1999 - nay, Hòa thượng được suy cử làm Trưởng ban Trị sự GHPGVN Thành phố Hồ Chí Minh.
Hoà Thượng Thích Trí Quảng là Chứng minh Đạo sư Thiên Thai Thiền giáo tông đời thứ 43.

### Các chức vụ và vai trò
Hoà Thượng Thích Trí Quảng được GHPGVN suy cử làm Trưởng ban Trị Sự Thành Hội Phật giáo Thành phố Hồ Chí Minh, Tổng biên tập Báo Giác Ngộ, Trưởng ban Hoằng Pháp Trung ương GHPGVN, Trưởng ban Phật giáo Quốc tế, Viện trưởng Viện Nghiên cứu Phật học Việt Nam, Viện trưởng Học viện Phật giáo Việt Nam tại TP.HCM, Phó Chủ tịch Hội đồng Trị sự Trung ương GHPGVN, Phó Pháp Chủ Hội đồng Chứng Minh GHPGVN, Đệ nhất Phó Pháp Chủ Hội đồng Chứng Minh GHPGVN, Chủ tịch Hội đồng Giám luật thuộc Hội đồng Chứng minh GHPGVN.

### Trụ trì và viện chủ
Hiện tại, Hoà Thượng Thích Trí Quảng Viện chủ Tổ đình Ấn Quang, quận 10, TP.HCM; Viện chủ Tổ đình Huê Nghiêm, Thủ Đức, TP.HCM; Viện chủ chùa Huê Nghiêm 2, quận 2, TP.HCM; Viện chủ chùa Linh Sơn Bửu Thiền, BRVT; Viện chủ Tổ đình Linh Nguyên, Đức Hoà, Long An.

### Ngôi vị Phó Pháp chủ Hội đồng Chứng minh GHPGVN
- Vào ngày 13/01/2015, hội nghị kỳ 4 - khóa VII Hội đồng Trị sự Trung ương GHPGVN đã nhất trí suy tôn Hoà Thượng Thích Trí Quảng lên ngôi vị Phó Pháp chủ Hội đồng Chứng minh GHPGVN.
- Đại hội Phật giáo toàn quốc lần VIII được tổ chức vào tháng 11 năm 2017, Hoà Thượng Thích Trí Quảng được tái suy tôn ngôi vị Phó Pháp chủ kiêm Giám luật Hội đồng Chứng minh GHPGVN.

### Cung thỉnh Quyền Pháp chủ
Ngày 01/12/2021, tại phiên họp đặc biệt của Ban Thường trực Hội đồng Chứng minh đề cử Quyền Pháp chủGHPGVN
Đại diện chư vị giáo phẩm lãnh đạo Hội đồng Trị sự, Hòa thượng Thích Thiện Nhơn phát biểu xác định phiên họp đúng theo quy định của Hiến chương. "Chúng con đồng tình và thành tâm cung thỉnh Hòa thượng Thích Trí Quảng vào ngôi vị Quyền Pháp chủ. Nghi thức suy tôn sẽ được thực hiện trong Đại hội đại biểu toàn quốc lần thứ IX của Giáo hội vào năm 2022"

### Suy tôn Quyền Pháp chủ
Sáng 31-12-2021, tại Hội nghị kỳ 6 - Khóa VIII (nhiệm kỳ 2017-2022), Hội đồng Chứng minh, Hội đồng Trị sự đã tiến hành nghi thức suy tôn Trưởng lão Hòa thượng Thích Trí Quảng lên ngôi vị Quyền Pháp chủ Giáo hội Phật giáo Việt Nam.

### Suy tôn Pháp Chủ
Ngày 29/11/2022 tại Cung Hữu nghị Việt Xô (Hà Nội), sau Kỳ họp thứ nhất Hội đồng Chứng minh - Hội đồng trị sự nhiệm kỳ IX, tại phiên Bế mạc Đại hội Đại biểu Phật giáo toàn quốc khóa XI (Nhiệm kỳ 2022 - 2027) đã chính thức suy tôn Trưởng lão Hòa thượng Thích Trí Quảng lên ngôi vị Thiền gia Pháp chủ Hội đồng Chứng minh Giáo hội Phật giáo Việt Nam (Đệ tứ Pháp chủ).

## Các chức vụ quan trọng

### Nhiệm kỳ 2002 - 2007
1. Phó Chủ tịch Hội đồng Trị sự GHPGVN.
2. Phó Viện trưởng Học viện Phật giáo Việt Nam tại Thành phố Hồ Chí Minh.
3. Phó Viện trưởng Viện nghiên cứu Phật học Việt Nam.
4. Trưởng ban Hoằng pháp Trung ương GHPGVN. (1981-2007)
5. Trưởng ban Trị sự Thành hội Phật giáo Thành phố Hồ Chí Minh. (từ 12/1998)
6. Tổng Biên tập Báo Giác Ngộ. (từ 1989)

### Nhiệm kỳ 2007 - 2012
1. Phó Chủ tịch Hội đồng Trị sự GHPGVN.
2. Viện trưởng Học viện Phật giáo Việt Nam tại Thành phố Hồ Chí Minh. (từ 2008)
3. Viện trưởng Viện nghiên cứu Phật học Việt Nam.
4. Trưởng ban Phật giáo Quốc tế Trung ương GHPGVN.
5. Trưởng ban Trị sự Thành hội Phật giáo Thành phố Hồ Chí Minh.
6. Tổng Biên tập Báo Giác Ngộ.

### Nhiệm kỳ 2012 - 2017
1. Phó pháp chủ Hội Đồng Chứng Minh Trung ương GHPGVN. (từ 7/2015)
2. Phó chủ tịch Hội Đồng Trị Sự Trung ương GHPGVN.
3. Viện trưởng Viện nghiên cứu Phật học Việt Nam.
4. Viện trưởng Học viện Phật giáo Việt Nam tại Thành phố Hồ Chí Minh.
5. Trưởng ban Phật giáo Quốc tế Trung ương GHPGVN.
6. Trưởng ban Trị sự Giáo hội Phật giáo Việt Nam Thành phố Hồ Chí Minh.
7. Tổng Biên tập Báo Giác Ngộ.

### Nhiệm kỳ 2017 - 2022
1. Quyền Pháp chủ Hội đồng Chứng minh Giáo hội Phật giáo Việt Nam.
2. Đệ nhất Phó pháp chủ kiêm Giám luật Hội Đồng Chứng Minh Trung ương GHPGVN
3. Viện trưởng Học viện Phật giáo Việt Nam tại Thành phố Hồ Chí Minh.
4. Trưởng ban Trị sự Giáo hội Phật giáo Việt Nam Thành phố Hồ Chí Minh.
5. Tổng Biên tập Báo Giác Ngộ.
6. Chủ tịch Hội đồng Giám Luật  thuộc Hội Đồng Chứng Minh Trung ương GHPGVN.

### Nhiệm kỳ 2022 - 2027
1. Pháp chủ Hội đồng Chứng minh Giáo hội Phật giáo Việt Nam (chính thức suy tôn tại Đại hội Đại biểu Phật giáo toàn quốc lần thứ IX vào 29/11/2022).
2. Chứng minh Ban Trị sự Giáo hội Phật giáo Việt Nam Thành phố Hồ Chí Minh.
3. Viện trưởng Học viện Phật giáo Việt Nam tại Thành phố Hồ Chí Minh.

## Đạo tràng Pháp Hoa
Sau khi đất nước thống nhất, trong bối cảnh xã hội mới, để duy trì hoạt động tu học của Phật tử, đặc biệt là Phật tử trẻ, với vai trò là Tổng vụ trưởng Tổng vụ Thanh niên GHPGVNTN, Hoà Thượng Thích Trí Quảng đã chủ trương tập hợp các em thanh thiếu nhi đến chùa Ấn Quang sinh hoạt trong tinh thần đạo Phật phù hợp với tuổi trẻ.
Công việc ban đầu của các em là đảm trách việc dâng hoa cúng dường nhân dịp Đại lễ Phật đản. Về sau, các em được học giáo lý và thực hiện thời khóa tụng kinh tại tổ đình Ấn Quang, gắn kết cùng nhau hình thành nên chúng Ngọc Nữ - chúng đầu tiên của Đạo tràng Pháp Hoa, gồm các em lứa tuổi từ mẫu giáo cho đến lớp một. Không lâu sau đó, chúng thứ hai ra đời mang tên La Hầu La gồm các em có độ tuổi lớn hơn.
Với số lượng khiêm tốn ban đầu khoảng trên dưới 40 em từ đồng ấu đến thiếu niên dưới sự dẫn dắt của Hòa thượng, các em ngày một thích thú thực hiện thời khóa tụng kinh Pháp Hoa 7 quyển một cách trang nghiêm; có em thuộc lòng một quyển, ba quyển cho đến cả bộ. Điều đặc biệt là học lực của các em có tiến bộ rõ nét, tạo thiện cảm với những người xung quanh và cảm hóa được bố mẹ cùng tham gia sinh hoạt với đạo tràng.
Đạo tràng Pháp Hoa dần dần hình thành với mọi lứa tuổi, mọi thành phần trong xã hội, mỗi người đến với Đạo tràng theo một duyên khác nhau, đó chính là nguyên nhân để các chúng lần lượt ra đời. Không chỉ phát triển ở trong nước, đạo tràng Pháp Hoa còn được truyền bá ra hải ngoại, qua những đệ tử của Hòa thượng sáng lập, sống và làm việc tại một số quốc gia như Mỹ, Pháp, Anh, Đức, Canada, Úc,...

## Xây dựng chùa Huê Nghiêm
Chùa tọa lạc ở số 299B, Lương Định Của, phường Bình Khánh, quận 2, TP.HCM, thuộc hệ phái Bắc tông. Đất chùa ngày nay do Hoà Thượng Thích Hồng Tín tạo mãi cho tổ đình Huê Nghiêm, Thủ Đức từ năm 1899. Trước đây, phần đất này dùng để sản xuất lúa gạo cho tổ đình. Sau năm 1975, Hòa thượng Thích Trí Quảng đã cho dựng thảo am, rồi xây chùa Huê Nghiêm 2 để tăng chúng và Phật tử có chỗ nghỉ ngơi, tu học. Năm 1998, chùa Huê Nghiêm 2 được chính thức công nhận.
Trên diện tích khoảng 2 ha, Hoà Thượng Thích Trí Quảng đã xây dựng một ngôi chùa vườn, mang nét đẹp thanh nhã. Ngôi chánh điện tôn trí chư Phật, Bồ Tát bằng gỗ quý: Đức Phật Tỳ Lô Giá Na, Bồ Tát Quán Thế Âm, Bồ Tát Đại Thế Chí, Bồ Tát Văn Thù, Bồ Tát Phổ Hiền, Bồ Tát Di Lặc. Ở mỗi khoảng sân, góc vườn, hồ sen, ao cá... đều được Hòa Thượng Viện chủ đặt tên của từng vị Bồ Tát, Thánh Tăng có danh hiệu trong kinh Pháp Hoa. Mỗi ngày chủ nhật đều có thời gian dành cho Phật tử Đạo tràng Pháp Hoa chuyên tu.
Ngày 27 tháng 5 năm 2000, Hoà Thượng Thích Giác Hoằng đã cúng cho chùa 3 viên Xá lợi của đức Bổn Sư và hai vị Thánh Tăng là ngài Mục Kiền Liên và ngài Xá Lợi Phất. Đặc biệt, ở sân trước chùa có tôn trí pho tượng Bồ Tát Quán Thế Âm cao 12m (tượng cao 8m, đài cao 4m) bằng đá hoa cương nguyên khối nặng 60 tấn do Hòa thượng Thích Tịnh Từ, viện chủ chùa Kim Sơn (Hoa Kỳ) cúng dường năm 2003.
Hàng năm, vào dịp Đại lễ Phật đản, Ban Đại diện Phật giáo Quận 2 chọn chùa là nơi hành lễ tập trung cho hàng trăm Tăng Ni và hàng ngàn Phật tử tham dự. Vào những ngày thuyết giảng của Hòa thượng Viện chủ Thích Trí Quảng luôn có nhiều Tăng Ni và hàng ngàn Phật tử đến tu học. Chùa đã có kế hoạch kiến thiết ngôi chùa hiện nay thành một ngôi đại tự bậc nhất Việt Nam. Ngôi chùa ngày nay thường xuyên đón tiếp nhiều đoàn khách du lịch trong nước, nước ngoài đến chiêm bái.
Ngày 4 tháng 5 năm 2017, Hoà Thượng Thích Trí Quảng đã quyết định trao quyền trụ trì Chùa Huê Nghiêm cho Thượng tọa Trưởng ban Nghi lễ GHPGVN TP.HCM, Phó ban Nghi lễ Trung ương GHPGVN Hoà Thượng Thích Lệ Trang.

## Đại trùng tu ngôi Việt Nam Quốc Tự
Việt Nam Quốc Tự được khởi công xây dựng vào ngày 12 tháng 10 năm 2014 (nhằm ngày vía Quán Thế Âm Bồ Tát), là công trình trọng điểm chào mừng Đại hội Đại biểu Phật giáo Thành phố Hồ Chí Minh lần thứ IX, cũng là để kỷ niệm ngày thành lập Giáo hội Phật giáo Việt Nam (7 tháng 11 năm 1981). Tổng kinh phí đầu tư cho dự án Việt Nam Quốc tự là 250 tỉ đồng, trong đó phần chánh điện được đầu tư tu sửa với chi phí là 180 tỉ. Thành phố Hồ Chí Minh thu hồi và bàn giao lại hơn 7.200 m² cho Việt Nam Quốc Tự xây chánh điện và các hạng mục khác.
Các hạng mục công trình đã hoàn thành gồm 5 tầng với những công năng khác nhau, như tầng hầm rộng gần 8.000 m² dùng làm bãi đỗ xe cho khách, tầng một là nơi bố trí hội trường, tầng hai là khu văn phòng... Đặc biệt, tháp bảo 13 tầng có tên là Tháp Đa Bảo, cao 63 m ngoài ý nghĩa biểu tượng cho tinh thần phụng sự, thống nhất của 13 tổ chức, hội đoàn, tông phái tham gia cuộc tranh đấu bất bạo động của Phật giáo vì hòa bình và bình đẳng tôn giáo tại miền Nam năm 1963; đây còn là nơi tôn thờ xá lợi trái tim bất diệt của Bồ Tát Thích Quảng Đức.
Ngày 7 tháng 11 năm 2017, công trình Việt Nam Quốc Tự xây mới chính thức được khánh thành.

## Tiến sĩ danh dự - Đại học Hoàng gia Thái Lan
Năm 2008, ghi nhận các công đức và sự đóng góp to lớn của Hòa thượng cho sự nghiệp Hoằng Pháp và Giáo dục Phật giáo, Đại học Mahachulalongkornrajavidyalaya thuộc Hoàng gia Thái Lan đã trao bằng Tiến sĩ danh dự cho Hòa thượng. Hòa Thượng là tu sĩ Việt Nam thứ hai nhận danh dự này, người đầu tiên là Đại lão Hòa thượng Thích Minh Châu.
Tại phiên họp số 4/2551 vào ngày 24/04/2008, Hội đồng Đại học Mahachulalongkornrajavidyalaya đã nhất trí quyết định:  
"Xét rằng Hoà Thượng Giáo sư Thích Trí Quảng, 71 tuổi, sanh năm 1936 tại huyện Củ Chi, Thành phố Hồ Chí Minh, Việt Nam. Ngài thế phát xuất gia vào năm lên 10 tuổi, tiếp nhận thọ Đại giới Tỳ kheo vào năm 1960 và đi đến Nhật Bản để tiếp tục theo đuổi công trình nghiên cứu Phật pháp cao hơn. Hoà Thượng đã tốt nghiệp học vị Tiến sĩ Phật học vào năm 1971 tại Đại học Rissho, thuộc bang Tokyo, Nhật Bản. Ngài là Viện chủ Tổ đình Huê Nghiêm.
Trước năm 1980, Hoà thượng đã đảm nhận nhiều trọng trách của Phật giáo với vai trò là: Vụ trưởng Vụ Phiên dịch và Trước tác Giáo hội Phật giáo Việt Nam Thống nhất; Tổng vụ trưởng Tổng vụ Thanh niên Giáo hội Phật giáo Việt Nam Thống nhất; và (sau năm 1980) Hoà thượng giữ chức vụ Trưởng ban Hoằng pháp Trung ương Giáo hội Phật giáo Việt Nam; Giáo sư Phật học tại Học viện Phật giáo Việt nam; Tổng Biên tập Báo Giác Ngộ; Trưởng ban Trị sự Thành hội Phật giáo Thành phố Hồ Chí Minh; Hiệu trưởng Lớp Cao cấp Giảng sư Trung ương; v..v.
Hoà thượng đã viết hơn 50 trăm tác phẩm nghiên cứu Phật học, cụ thể là: Lược Giải Kinh Pháp Hoa; Lược Giải Kinh Di Đà; Lược Giải Kinh Duy Ma; v..v. Ngài cũng đã sáng lập hàng trăm Đạo tràng Pháp Hoa tu học Phật pháp ở nhiều Tỉnh, thành  của Việt Nam. Hoà Thượng được đánh giá là một bậc Đạo sư lỗi lạc lãnh đạo hàng trăm Đạo tràng tu học trên khắp cả nước Việt Nam. Ngài là Trưởng ban Trị sự Thành hội Phật giáo Thành phố Hồ Chí Minh; Phó Viện trưởng Học viện Phật giáo Việt nam, và là Phó Chủ tịch Hội đồng Trị sự Giáo hội Phật giáo Việt Nam.
Qua những thành tích xứng đáng và sở trường học thuật được đề cập ở trên, Hoà Thượng Giáo sư Thích Trí Quảng được xem là vị danh Tăng đã mang lại vô số niềm an lạc và lợi ích cho đất nước của Ngài và thế giới, Hoà Thượng xứng đáng được tôn kính và đảnh lễ. Hội đồng Đại học Mahachulalongkornrajavidyalaya đồng lòng quyết định trao tặng Bằng Tiến Sĩ Danh Dự về Hoằng pháp và Giáo dục Phật giáo cho Hoà Thượng".

## Học vấn tại đại học Rissho
Trên quyết định trao văn bằng Tiến Sĩ Danh Dự về Hoằng pháp và Giáo dục Phật giáo của Hội đồng Đại học Mahachulalongkornrajavidyalaya thể hiện "Hoà Thượng đã tốt nghiệp học vị Tiến sĩ Phật học vào năm 1971 tại Đại học Rissho, Tokyo, Nhật Bản".

## Giải thưởng "Lãnh đạo xuất sắc Phật giáo thế giới"
Ngày 23/2/2016, tại Viện Công nghệ châu Á (AIT, Thái Lan), Liên minh Các nhà lãnh đạo Phật giáo thế giới (WABL) đã long trọng tổ chức lễ tôn vinh các nhà lãnh đạo Phật giáo các nước lần thứ 3 - 2016.
Tại đây, Hoà Thượng Thích Trí Quảng, Phó Pháp chủ HĐCM, Trưởng ban Phật giáo Quốc tế Trung ương GHPGVN, Viện trưởng Học viện Phật giáo VN tại TP.HCM, đã được trao giải thưởng "Lãnh đạo xuất sắc Phật giáo thế giới" (The World Buddhist Outstanding Leader Award) từ Hòa Thượng Somdet Phramaha Ratchmangkhlachan, Quyền Tăng thống Phật giáo Thái Lan trước sự chứng kiến của đại biểu Phật giáo đến từ 51 quốc gia và vùng lãnh thổ.
"Giải thưởng này được tổ chức nhằm ghi nhận các tấm gương đóng góp to lớn của các tôn đức, hành giả và tổ chức Phật giáo thế giới cho sự phát triển Phật giáo toàn cầu nói chung và tại đất nước họ nói riêng. Đó là một minh chứng về những cống hiến và thành tựu lâu dài của các nhân vật Phật giáo thế giới, mà cuộc đời của họ được xem là tấm gương cao quý cho cộng đồng Phật giáo thế giới noi theo". Tiến sĩ Pornchai Pinyapong, Chủ tịch WABL và cũng là Chủ tịch Hội Liên hữu Thanh niên Phật giáo thế giới (WFBY), Trưởng ban Tổ chức buổi lễ nói về ý nghĩa của giải thưởng.
Cùng được tôn vinh trong dịp này có Hoà Thượng Bour Kry, Tăng Thống Phật giáo Vương quốc Campuchia; Hoà Thượng Yoshimizu Daichi, nguyên Hội trưởng Hội Phật giáo Tịnh Độ tông Nhật Bản; Lama Lobzang, Tổng Thư ký Liên minh Phật giáo toàn cầu - Ấn Độ...; thuộc GHPGVN còn có Hoà Thượng Thích Bảo Nghiêm, Phó Chủ tịch HĐTS, Trưởng ban Hoằng pháp Trung ương GHPGVN và nhiều vị Tăng Ni, cư sĩ tiêu biểu ở các quốc gia và vùng lãnh thổ.

## Đại Giới đàn
Trưởng lão Hòa thượng Thích Trí Quảng được cung thỉnh đương vi:

### Hòa thượng Đường đầu Đắc giới
1. Đại Giới đàn Huệ Thành 2012
2. Đại Giới đàn Đồng Huy 2016
3. Đại Giới đàn Trí Tịnh 2016
4. Đại Giới đàn Pháp Hải 2017
5. Đại Giới đàn Hoằng Đức 2018
6. Đại Giới đàn Trí Tịnh 2018
7. Đại Giới đàn Đạt Đồng 2020
8. Đại Giới đàn Huệ Hưng 2020
9. Đại Giới đàn Thiện Hoa 2020
10. Đại Giới đàn Huệ Đăng 2020

### Hòa thượng Chứng minh
1. Đại Giới đàn Cam Lộ 2010
2. Đại Giới đàn Cam Lộc Giác Đạo 2022
3. Đại Giới đàn Mật Hiển 2022

### Hòa thượng Tuyên Luật sư
1. Đại Giới đàn Trí Đức 2015

## Trước tác và dịch thuật
Hòa Thượng Thích Trí Quảng đã viết trên 50 tác phẩm nghiên cứu Phật học:

### Biên soạn
1. Bổn môn Pháp Hoa Kinh[5]
2. Lược giải Kinh Duy Ma[6]
3. Lược giải Kinh Pháp Hoa[7]
4. Lược giải Kinh Hoa Nghiêm[8]
5. Nghi thức Sám hối Hồng danh[9]
6. Nghi thức Vu Lan - Báo hiếu[10]
7. Nghi thức cầu an[11]
8. Hoằng pháp và Trụ trì
9. Tư tưởng Phật giáo (3 tập)
10. Phật giáo nhập thế và phát triển (3 tập)

### Phiên dịch
1. Kinh A Di Đà
2. Kinh Dược Sư
3. Kinh Đại Bảo Tích

## Trụ trì
- Việt Nam Quốc Tự, quận 10, Thành phố Hồ Chí Minh - Trụ sở của Ban trị sự Thành hội Phật giáo Thành phố Hồ Chí Minh thuộc Giáo hội Phật giáo Việt Nam.

## Trưởng Ban quản trị
Những cơ sở tôn giáo trực thuộc sự quản lý của Ban Trị Sự Giáo hội Phật giáo Việt Nam Thành phố Hồ Chí Minh. 
- Việt Nam Quốc Tự, Quận 10, Thành phố Hồ Chí Minh.
- Chùa Phổ Quang, Quận Tân Bình, Thành phố Hồ Chí Minh.
- Chùa Thanh Tâm (Phật Cô Đơn) - Ni xá Học viện Phật giáo Việt Nam tại Thành phố Hồ Chí Minh, xã Lê Minh Xuân, huyện Bình Chánh, Thành phố Hồ Chí Minh.

## Viện chủ
1. Viện chủ Tổ đình Ấn Quang, quận 10, TP.HCM.
2. Viện chủ Tổ đình Huê Nghiêm, Thủ Đức, TP.HCM.
3. Viện chủ Chùa Huê Nghiêm 2, quận 2, TP.HCM.
4. Viện chủ Chùa Linh Sơn Bửu Thiền, BRVT.
5. Viện chủ Tổ đình Linh Nguyên, Đức Hoà, Long An.

## Triết lý
Dù tu bất kỳ pháp môn nào mục đích cuối cùng vẫn là giải thoát. Thoát khỏi nỗi khổ niềm đau. Không để sự buồn, giận, sợ, lo chi phối.

## Tặng thưởng

### Huân chương
1. Ngày 13 tháng 11 năm 2011, tại chùa Huê Nghiêm, thừa ủy nhiệm của Chủ tịch nước và Thủ tướng Chính phủ, Phó Chủ tịch Ủy ban nhân dân thành phố Hồ Chí Minh Lê Minh Trí trân trọng trao tặng Huân chương Độc lập hạng Nhất của Chủ tịch nước Cộng hòa Xã hội Chủ nghĩa Việt Nam đến Hòa Thượng Thích Trí Quảng.
2. Ngày 7 tháng 11 năm 2017, tại Đại hội đại biểu Phật giáo Thành phố Hồ Chí Minh lần thứ IX nhiệm kỳ 2017 - 2022 tổ chức tại Việt Nam Quốc Tự, Phó Bí thư Thường trực Thành ủy Thành phố Hồ Chí Minh Tất Thành Cang trao Huân chương Lao động hạng Nhất của Chủ tịch nước Cộng hòa Xã hội Chủ nghĩa Việt Nam đến Hòa Thượng Thích Trí Quảng.
3. Ngày 18 tháng 6 năm 2022, tại Việt Nam Quốc Tự, nhân Đại hội đại biểu Giáo hội Phật giáo Việt Nam Thành phố Hồ Chí Minh lần thứ X nhiệm kỳ 2022-2027, thừa ủy nhiệm của Chủ tịch nước Nguyễn Xuân Phúc, Phó Chủ tịch – Tổng Thư ký UBTƯ MTTQ Việt Nam Lê Tiến Châu trân trọng trao Huân chương Độc lập Hạng Nhất của Chủ tịch nước Cộng hòa Xã hội chủ nghĩa Việt Nam cho Trưởng lão Hòa Thượng Thích Trí Quảng - Quyền Pháp chủ GHPGVN.[12]